# Castle of Park
Castle of Park je věžový dům půdorysu ve tvaru L blízko Glenluce ve správní oblasti Dumfries a Galloway ve Skotsku. Patří pod památkovou ochranou kategorie A.

## Historie
Pozemky dostal Thomas Hay v roce 1572 od svého otce, sira Thomase Hay, který byl tajemníkem královny Marie Stuartovny a poslední opat z Glenluce Abbey. Rod Hay z Parku je malou větví potomků hrabat z Errolu. Jak napovídá nápis nade dveřmi, Thomas Hay si zde v roce 1590 postavil nový dům pro sebe a svou ženu Jonet Macdowell. Říká se, že ke stavbě byl použit kámen z kláštera Glenluce Abbey. Park byl postaven ve stylu zemanských „věžových domů“ z 16. století. Na první pohled vypadá prostě, ale uvnitř je zdatnou ukázkou kamenické práce. Kolem domu se nacházely dnes již zaniklé zahrady. Dům byl rozšířen v 18. století, kdy byly zvětšena okna a přibylo obložení stěn hlavního sálu. Také přibyly dvě malá křídla na severním a jižním rohu, která vytvářela semknuté nádvoří. Kolem roku 1830 byl dům svými majiteli opuštěn. Vybavení bylo převezeno do Dunragitu, který byl domovem sira Johna Dalrympla-Haye, který Park zdědil po své matce. První patro domu bylo užíváno jako skladiště a v nízké přístavbě bydlel starý farmář. Přistavěná křídla byla obývána ještě roku 1912, ale v roce 1950 již byla opuštěna. V roce 1949 byl dům převeden na Ministerstvo práce, které nechalo opravit střechy, ale také byly odstraněny podlahy a přistavěná křídla. V 70. letech si dům vzal pod správu památkový orgán Historic Scotland, který nechal zhotovit nová okna a podlahy, ale stěny zůstaly holé a v horních patrech chyběly stropy. Park zůstávál prázdný a nevyužíitý až do roku 1993, kdy byl pronajat neziskové organizaci Landmark Trust, která dokončila renovace interiérů a v současnosti dům nabízí k rekreačnímu ubytování. 

## Popis

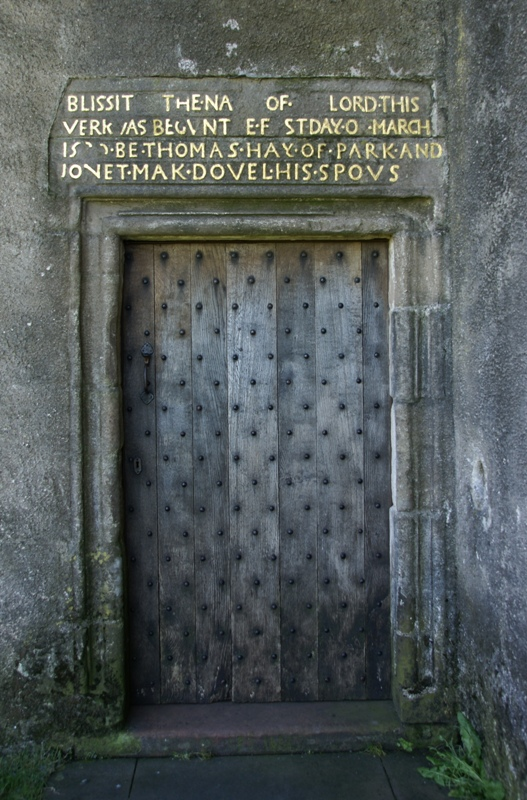
Nápis nade dveřmi: Pochváleno buď jméno Pána tuto práci začali první den března 1590 Thomas Hay z Parku a Jonet MakDovel jeho žena.

Věž nebyla postavena k obraně, byla pohodlným sídlem pro místního zemana. Ačkoli zvenčí vypadá prostě, uvnitř je sofistikovanou stabou. V přízemí se nachází tři místnosti se zaklenutými stropy, které byly používány jako kuchyně, spižírna a sklep. Nad tím se nachází hlavní sál s rozměry 6,7 m na 5,2 m. Zde se nachází velkorysý krb a soukromé schodiště vedoucí do ložnic pána domu. Každý pokoj má svou vlastní vestavěnou „garderobu“. Hlavní točité a široké schodiště vede od hlavního vchodu a vede do tří hlavních pater. V podkroví nad schodištěm je malý pokoj. Druhé patro je rozděleno na dva velké pokoje s krby a poslední patro sloužilo jako pokoje pro služebnictvo.